# Schreitbagger

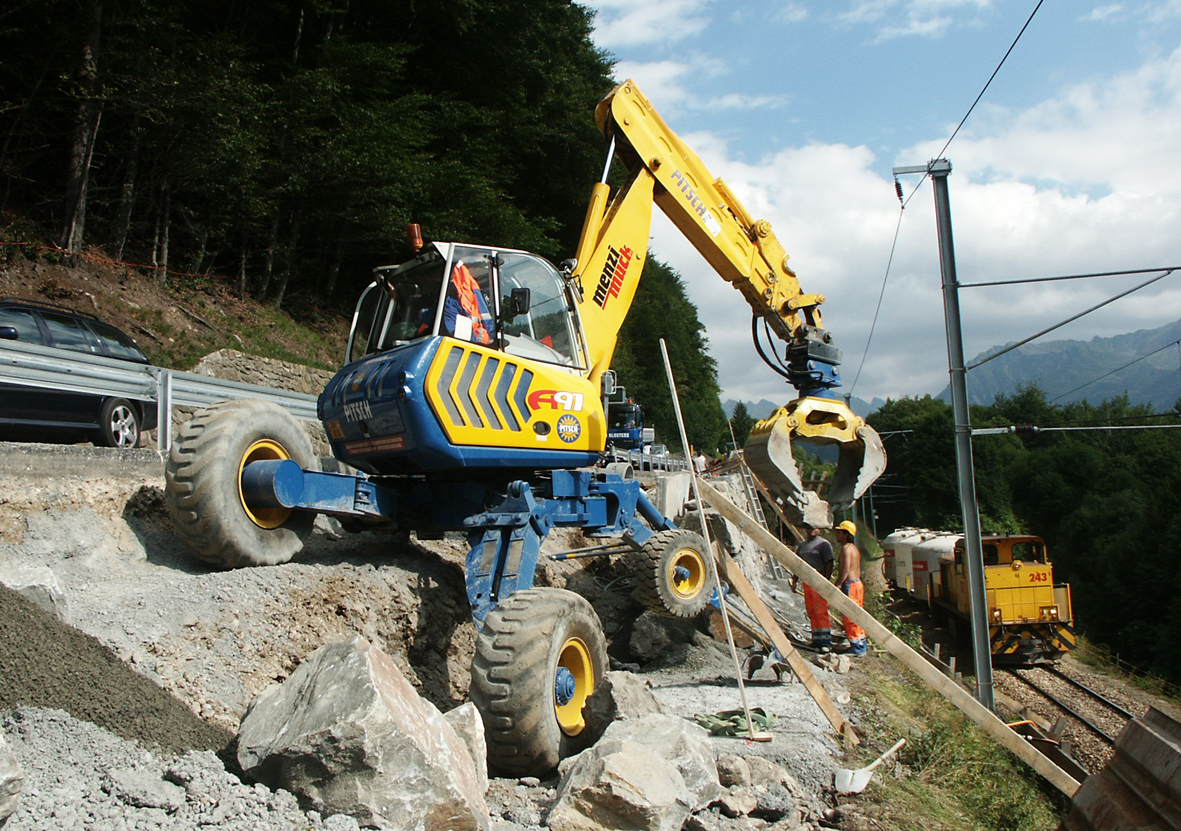
Schreitbagger eignen sich für Einsätze in schwer zugänglichem Terrain.

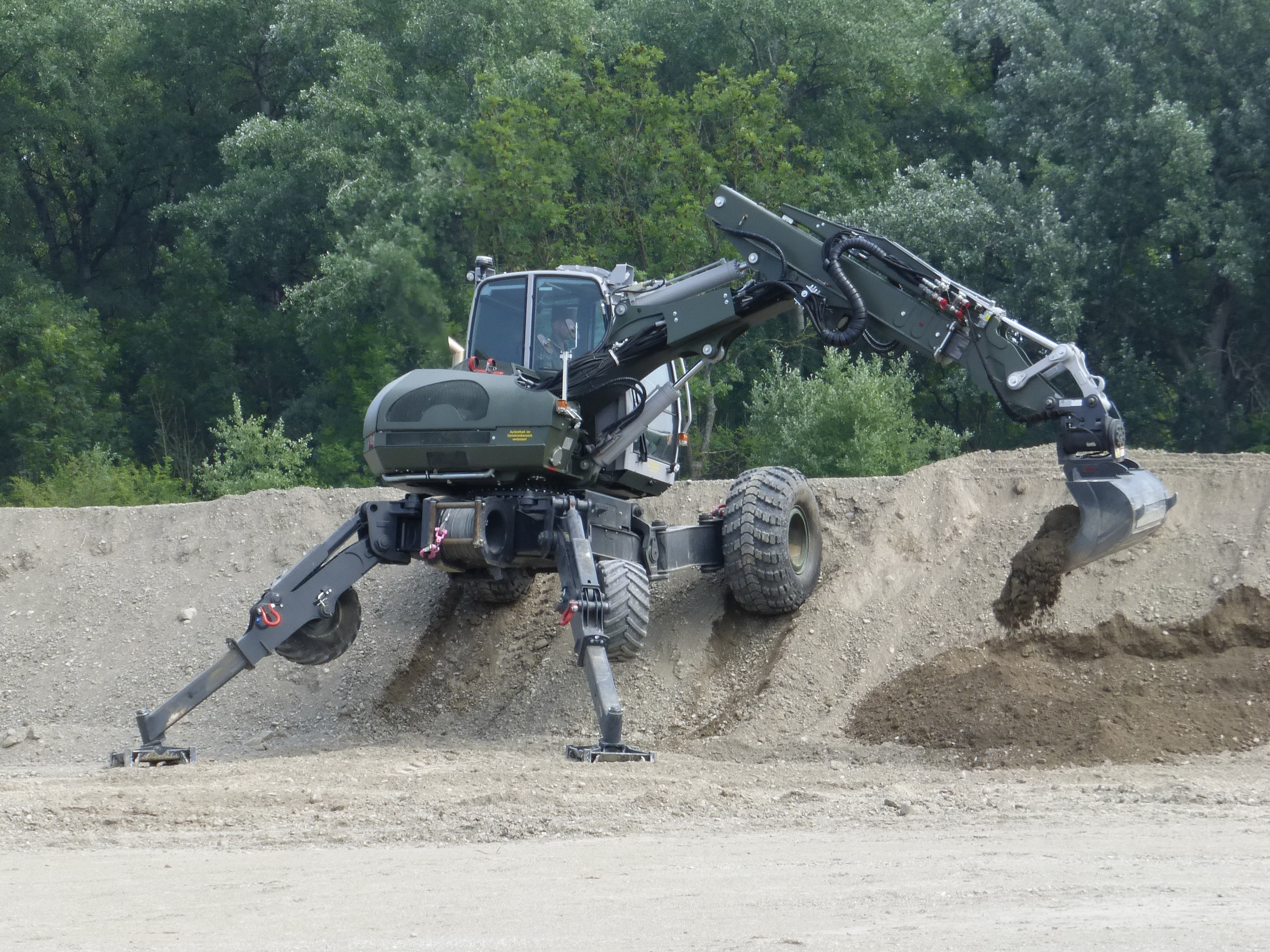
Schreitbagger Kaiser SX des österreichischen Bundesheeres bei einer Vorführung in Bayern

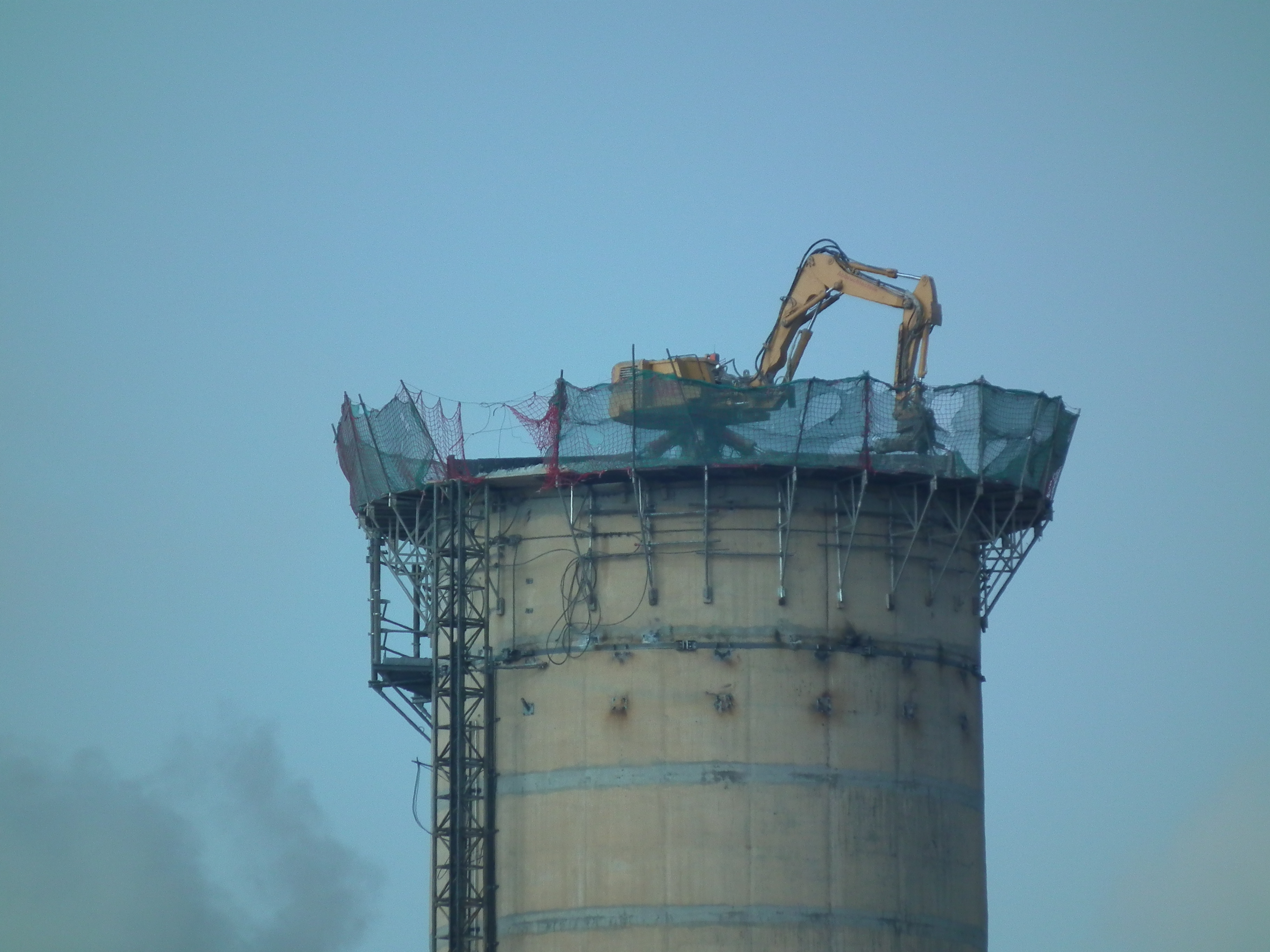
Ferngesteuerter Spinnenbagger mit Presslufthammer beim Abriss des 200 m hohen Schornsteins des Heizkraftwerks Dresden-Reick (29. November 2017)

Der Schreitbagger (auch Spinnenbagger oder Hupfer) ist eine Baumaschine und wird den Standbaggern zugeordnet, da er Arbeitsvorgänge überwiegend im Stand ausführt. Ähnlich einem konventionellen Hydraulikbagger hat der Schreitbagger einen drehbaren Oberwagen, an dem sich der Ausleger mit Anbaugerät befindet. Unterschiedlich ausgebildet ist die Konstruktion des Unterwagens. Statt mit einem herkömmlichen Rad- oder Raupenfahrwerk sind Schreitbagger mit vier Schreitbeinen ausgestattet. An den Beinen können sowohl Räder als auch Abstützfüße montiert sein. Mit Hilfe dieser voneinander unabhängig steuerbaren Schreitbeine ist es dem Geräteführer möglich, auch in schwierigem Gelände oder im Flussbett sicher zu stehen und Arbeitsvorgänge auszuführen. Schreitbagger werden im Erdbau, in der Forstwirtschaft oder in der Landschaftspflege verwendet.
Als Schreitbagger werden auch die größten Schürfkübelbagger im Tagebau bezeichnet, die einen runden Standfuß haben und auf halbwegs ebener Fläche mit zwei bis vier „Schuhen“ in gerader Linie langsam schreiten können. Gelenkt wird, indem der ganze Kranoberbau, an dem die Schuhe montiert sind, vor dem nächsten Schritt geschwenkt wird.

## Geschichte

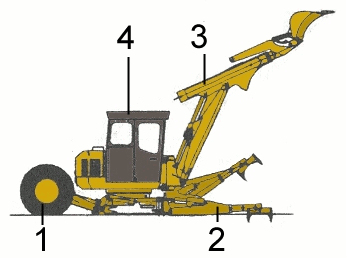
Hauptkomponenten eines Schreitbaggers:
1: Schreitbeine mit Bereifung
2: Schreitbeine mit Abstützfüßen
3: Ausleger mit Anbaugerät (Tieflöffel)
4: Oberwagen mit Fahrerkabine

Erfunden wurde der Schreitbagger 1965 und 1966 von den beiden Unternehmen Kaiser und Menzi. 1965 wurde der Prototyp von Kaiser, der MUK 2000 hergestellt. Das erste serienmäßige Produkt war der Kaiser MUK 3000, welcher von Kaiser in Liechtenstein entwickelt wurde und beim damals bereits 69-jährigen Schweizer Fabrikanten Ernst Menzi (1897–1984) gebaut wurde. MUK stand für Menzi und Kaiser. Aufgrund von Differenzen gingen die beiden Unternehmen getrennte Wege, Menzi verkaufte den Schreitbagger unter dem Namen Menzi Muck. Die Geräte waren zunächst sehr einfach mit  wenig Komfort für den Fahrer aufgebaut. So schrieb die Neue Zürcher Zeitung Ende der 1960er Jahre, der Schreitbagger sei ein „Grabgerät mit Spinnenbeinen und dem Charme einer schlecht beleuchteten Telefonkabine.“ Im Jahr 1967 erreichte der Schreitbagger MM 3000 von Menzi Muck bei einer Motorleistung von knapp 30 kW eine Reißkraft von 30 kN sowie eine maximale Reichweite von 4,6 m. Über die Jahre wurden die Geräte sowohl bei Kaiser als auch bei Menzi weiterentwickelt und ihre Leistung gesteigert.
Aktuell gibt es im Wesentlichen drei Hersteller: Kaiser, Menzi und Euromach.

## Kenngrößen
Die Maschinen haben zwischen 60 und 100 kW und erreichen ein Betriebsgewicht zwischen 6 und 10 t. Das Grabgefäß (beispielsweise ein Tieflöffel) kann bis zu 0,5 m³ fassen. Schreitbagger erreichen eine Bodenfreiheit von bis zu 1,5 Metern und eine Wattiefe von 2 Metern.

## Fortbewegung
Der Schreitbagger hat an seinem Unterwagen vier Schreitbeine, die in horizontaler und vertikaler Richtung und Länge der Hanglage angepasst werden können. Werden an den vorderen Auslegern die Räder angehoben, kommt der Bagger hier auf Füßen zu stehen. Bei einigen Maschinen sind nur die hinteren Ausleger mit Rädern ausgestattet. In leichtem Gelände können diese Maschinen auf den Rädern fahren, sofern alle Ausleger damit bestückt sind.
Zum Schreiten greift der Fahrer mit dem Werkzeugausleger aus und drückt gegen den Boden, so dass die vorderen Schreitausleger abheben. Wird nun der Werkzeugausleger herangezogen, rollt die gesamte Maschine auf den hinteren Rädern (ggf. unterstützt durch den Radantrieb) auf diesen zu. Durch Anheben des Werkzeugauslegers werden die vorderen Schreitbeine wieder abgesetzt und der nächste Schritt kann folgen. Rückwärts bewegt sich das Fahrzeug ebenso durch Wegdrücken. Die Richtung wird geändert, indem der Aufbau nach dem Anheben gedreht wird, wodurch der Unterwagen schräg zur Seite rollen kann. Der Bagger kann so in Hängen bis zu 45 Grad (entspricht 100 Prozent Steigung) arbeiten oder senkrechte Stufen von mehreren Metern überwinden, wie in Wetten, dass..? demonstriert. 
Es gibt den Schreitbagger auch in einer modifizierten Version mit vier Rädern, damit ein leichteres Fortbewegen und Umsetzen der Maschine möglich ist. Die fortschrittlichste Version hat vier gleich große Räder und einen Allradantrieb.

## Verwendung

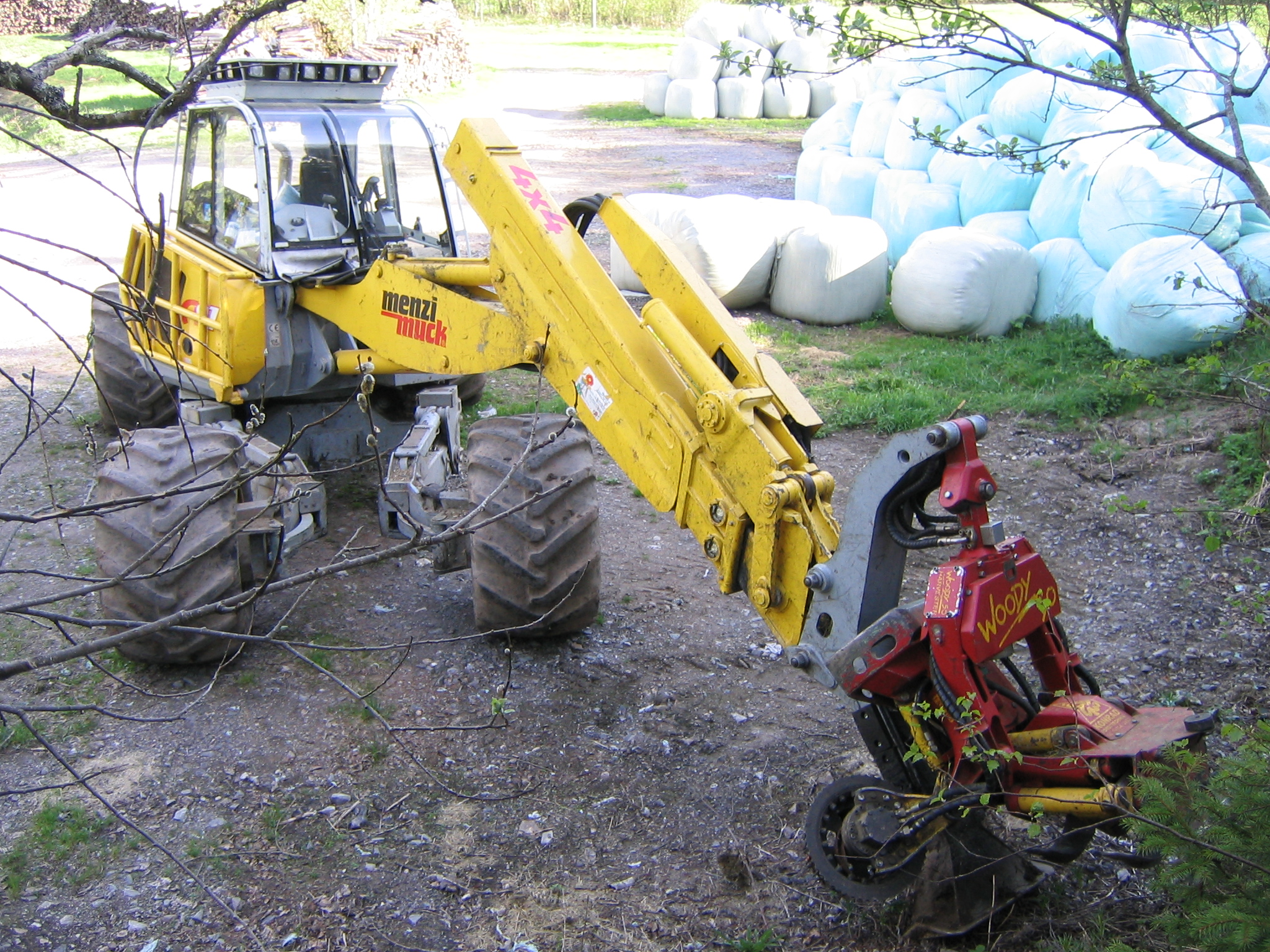
Menzi Muck A91 als Holzvollernter

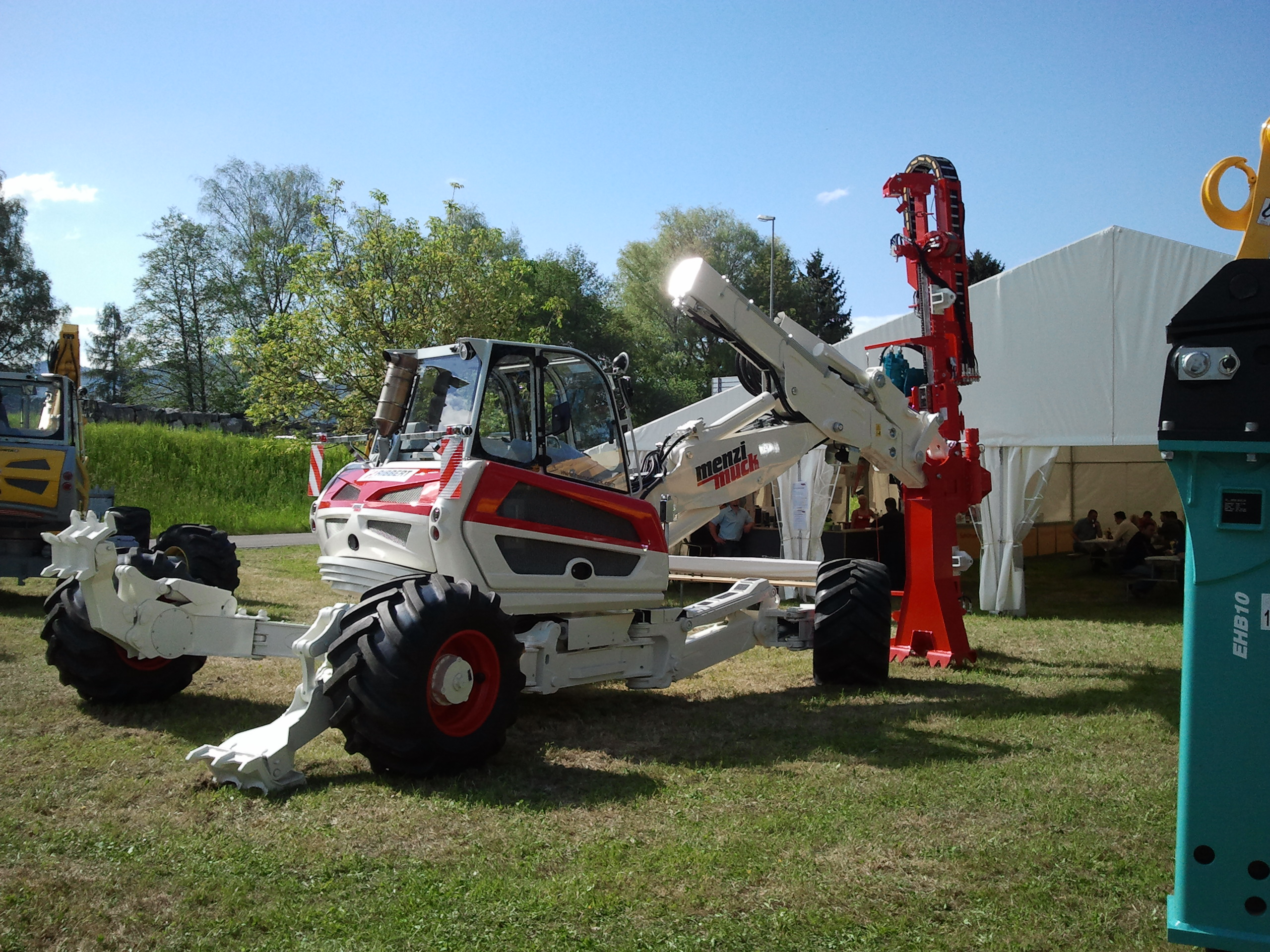
Menzi Muck Hausmesse 2012

Das Gerät eignet sich für Einsätze im unwegsamen Gelände, wie es beispielsweise im Wald oder an Hängen zu finden ist. Mit entsprechender Ausstattung kann der Schreitbagger als Holzvollernter, sogenannte Schreitharvester, verwendet werden. Weiter können Schreitbagger mit entsprechender Ausrüstung auch als Schwimmbagger eingesetzt werden. Durch die Möglichkeit, auch weit innerhalb unwegsamer Trümmer- oder Schuttfelder zu arbeiten, werden die Schreitbagger häufig auch als Bergungs- und Rettungsgerät eingesetzt. So nutzt das Technische Hilfswerk (THW) bereits mehrere Generationen dieser Geräte. Sie werden dort teilweise als Rettungsspinne bezeichnet.
Die Geräte werden mit Hilfe von Lkw oder Tiefladern transportiert. Der Schreitbagger kann dabei die Ladefläche selbst besteigen und verlassen.
Die vielen Freiheitsgrade des Schreitbaggers stellen sehr hohe koordinative Anforderungen an den Fahrer. Elektronische Hilfen erleichtern die Bedienung.
Darüber hinaus gibt es inzwischen auch Schreitbagger-Wettbewerbe (Schreitbagger-Olympiade), bei denen die Fahrer ihr Können an Extrembeispielen unter Beweis stellen dürfen. In der Sendung Wetten, dass..? wurden Schreitbagger bei Baggerwetten eingesetzt.